# Glynis Johns
Glynis Margaret Payne Johns (Pretoria, Južna Afrika, 5. listopada 1923. – Los Angeles, 4. siječnja 2024.) bila je britanska glumica.
Johns je rođena u Pretoriji u Južnoj Africi. Otac joj je bio Mervyn Johns, velški glumac koji se proslavio kao zvijezda britanskih filmova tijekom Drugoga svjetskog rata, majka Alyce Steele-Wareham, australska pijanistica.
Na platnu je debitirala 1938., a postala poznata 1940-ih nakon uloge Mirande u filmu Miranda (1948.). Godine 1958. glumila je u Jednom, negdje s Lanom Turner i Seanom Conneryjem.
Bila je nominirana za Oscar za najbolju sporednu glumicu za ulogu gospođe Firth u The Sundowners (1960.). Za nagradu Zlatni globus za najbolju glumicu – drama 1963. godine nominirana je za ulogu Terese Harnish u filmu The Chapman Report (1962).
Imala je svoj vlastiti sitcom Glynis 1963. godine. Glumila je gospođu Winifred Banks u glazbenom filmu Walt Disney Mary Poppins (1964.).
Osvojila je nagradu Tony 1973. za najbolju glumicu u mjuziklu A Little Night Music (1972.) u kojem je glumila Desirée Armfeldt u originalnoj produkciji.
Posljednja joj je uloga bila u filmu Superstar iz 1999.
Johns se povukla iz glume 1999. Umrla je 4. siječnja 2024. u Los Angeles u dobi od 100 godina.

## Vanjske poveznice
- Glynis Johns u internetskoj bazi filmova IMDb-u (engl.)

### Ostali projekti
|  | Zajednički poslužitelj ima još gradiva o temi Glynis Johns |